# فینال جام حذفی فوتبال ایتالیا ۲۰۱۰
فینال جام حذفی فوتبال ایتالیا ۲۰۱۰ شصت و سومین فصل از رقابت‌های کوپا ایتالیا بود. این مسابقه در ۵ مهٔ ۲۰۱۰ بین آ.اس. رم و اینتر میلان در ورزشگاه المپیک رم برگزار شد. که در نهایت باشگاه فوتبال اینتر میلان با تک گل دیگو میلیتو آ.اس. رم را شکست داد و برای ششمین بار قهرمان کوپا ایتالیا شد.